# Eugène Cavaignac
Eugène Cavaignac (geb. 19. August 1876 in Le Havre; gest.  11. Januar 1969 in Paris) war ein französischer Historiker. Er war Professor für Alte Geschichte in Straßburg und leitete unter anderem die Herausgabe der Histoire du monde.

## Leben und Wirken
Eugène Cavaignac wurde am 19. August 1876 in Le Havre geboren. Er ist der Sohn von Godefroy Cavaignac (1853–1905), des Politikers und Kriegsministers unter verschiedenen Regierungen der Französischen Republik, und der Enkel des Politikers und Generals Louis Eugène Cavaignac (1802–1857). Zu seinen alten Lehrmeistern zählte der von ihm verehrte P. Vidal de la Blache. Er war Mitglied der École française d’Athènes. 1905 wurde Eugène Cavaignac auf den Lehrstuhl für Alte Geschichte an der Universität Straßburg berufen, wo André Piganiol und Marc Bloch seine Kollegen waren.
Rechtsnational, wie sein Vater, stand er in seiner Jugend der rechtsextremen, nationalistischen und monarchistischen politischen Gruppierung  Action française nahe. Die Nouvelle Librairie nationale, eine derer Propagandaorgane, veröffentlichte 1910 seinen Esquisse d’une histoire de France ("Entwurf einer Geschichte Frankreichs"), für den er den in diesem Jahr zum ersten Mal verliehenen Preis für Geschichte des Institut d’Action française des Maurras-Anhängers Louis Dimier (1865–1943) erhielt, und seinen Roman Le Silène (1925), zu dem der Schriftsteller Charles Maurras (1868–1952) persönlich das Vorwort schrieb.
Zusammen mit dem Orientalisten Louis Delaporte (1874–1944) war er einer der ersten französischen Gelehrten, die sich für die hethitische Sprache interessierten, die kürzlich entziffert worden war, und er beteiligte sich an der Gründung der Revue hittite et asianique, die seit 1930 erschien. Nach dem Tod Delaportes lehrte er bis 1959 Hethitisch am Institut Catholique de Paris.
Eugène Cavaignac leitete die Herausgabe der Histoire générale de l’Antiquité (Paris: Boccard, 1913–1920) und der Histoire du monde (1922–1948), ebenfalls bei Éditions de Boccard.
Zur Histoire du monde, einer Weltgeschichte unter Beteiligung verschiedener renommierter Fachgelehrter, steuerte er verschiedene Bände bei und rundete diese offenbar gegen Ende ab, als abzusehen gewesen sein dürfte, dass diese nicht wie ursprünglich geplant fortgeführt werden konnte.
Er starb am 11. Januar 1969 in Paris.

## Werke
- Études sur l’histoire financière d’Athènes au Ve. Le trésor d’Athènes de 480 à 404, 1908.
- Études sur l’histoire financière d’Athènes au Ve. Le trésor sacré d’Éleusis jusqu’en 404, 1908.
- Esquisse d’une histoire de France, Paris, Nouvelle librairie nationale, 1910.
- Population et capital dans le monde méditerranéen antique, 1923.
- Chronologie à l’usage des candidats aux examens d’histoire, 1925.
- Le Silène : roman, 1925.
- Subbiluliuma et son temps, 1932.
- Chronologie de l’histoire mondiale, Paris, Payot, 1934
- Le Problème hittite, 1936.
- Sparte, Paris, Fayard, 1948.
- Les Hittites, 1950.
- L’Économie grecque, 1951.
- Étude synoptique des civilisations (anderer Titel : 5 000 ans d’histoire : tableau synoptique des civilisations), Club français du livre, 1955.
- Histoire du monde:

I. [Introduction à l’Histoire du monde : Plan général de l’ouvrage]. Prolégomènes. 1922. Digitalisat
II. Le monde méditerranéen jusqu’au IVe siècle avant J.-C. / Die Welt des Mittelmeeres bis zum 4. Jhd. v. Chr. 1929 Digitalisat
V. Le monde méditerranéen du IVe siècle avant J.-C. au Ve siècle après J.C. / Die Welt des Mittelmeeres vom 4. Jhd. v. Chr. bis ins 5. Jhd. n. Chr.
5,1 La Paix romaine. 1928 Digitalisat
X./XI. Introduction : Politique mondiale (1492–1757). 1934 Digitalisat